# Anauxesis simplex
Anauxesis simplex är en skalbaggsart som beskrevs av Jordan 1904. Anauxesis simplex ingår i släktet Anauxesis och familjen långhorningar.
Artens utbredningsområde är Kenya. Inga underarter finns listade i Catalogue of Life.